# Плејнс (Монтана)
Плејнс (енгл. Plains) град је у америчкој савезној држави Монтана.

## Демографија
По попису из 2010. године број становника је 1.048, што је 78 (-6,9%) становника мање него 2000. године.
| Група             | 2000.         | 2010.       |
| Белци             | 1.053 (93,5%) | 975 (93,0%) |
| Афроамериканци    | 1 (0,1%)      | 2 (0,2%)    |
| Азијати           | 4 (0,4%)      | 5 (0,5%)    |
| Хиспаноамериканци | 33 (2,9%)     | 25 (2,4%)   |
| Укупно            | 1.126         | 1.048       |